# Stefan z Wierzbna (zm. 1347)
Stefan z Wierzbna (zm. 1347) – kanonik wrocławski, z rodu panów z Wierzbnej.
Był synem Stefana, podstolego na dworze księcia wrocławskiego Henryka IV Probusa; bratem Fasolda i Henryka.
Stefan, podobnie jak jego brat Henryk, wybrał karierę duchowną. Dzięki protekcji stryja, biskupa wrocławskiego także noszącego imię Henryk, został kanonikiem wrocławskim; po raz pierwszy jako taki Stefan występuje na dokumencie z 5 marca 1319 roku.
W testamencie z 2 listopada 1346 przeznaczył środki na fundację altarii w katedrze wrocławskiej.